# Flaga Kraju Basków

Baskijska flaga nacjonalistyczna z czarnym orłem, zaprojektowana według pieczęci króla Sancho III Wielkiego

Ikurriña (bask. Ikurriña) – flaga Kraju Basków, stosowana od 1894 roku, stworzona wtedy przez Sabino Aranę, uważanego za twórcę baskijskiego ruchu nacjonalistycznego i niepodległościowego.
Powstała w oparciu o sztandar prowincji Bizkaia (Vizcaya, będącą częścią Baskonii) i pierwotnie tylko ją miała reprezentować. Na jednolicie czerwoną flagę twórca naniósł biały krzyż prosty odnoszący się do Boga i jego wszechmocy, oraz zielony ukośny, znany jako krzyż św. Andrzeja, mający oznaczać nadzieję na niepodległość Kraju Basków, a swą zielenią nawiązujący do świętego dębu z Gerniki (Guernica Y Lumo), pod którym władcy przysięgali respektować nadane Baskom „fueros” (przywileje).
Gdy Ikurriña została po raz pierwszy okazana publicznie, władze uznały to za przejaw buntu. W okresie dyktatury frankistowskiej (1939–1975) jej wywieszanie było surowo zabronione i zagrożone karą sześciu lat pozbawienia wolności. Władze hiszpańskie zaakceptowały istnienie Ikurriñi w 1978.